# Traubach-le-Haut
Traubach-le-Haut là một xã trong tỉnh Haut-Rhin, vùng Grand Est ở đông bắc Pháp. Xã này có diện tích 6,91 km², dân số năm 1999 là 528 người. Khu vực này có độ cao 314 mét trên mực nước biển.